# Antonello De Leo
Antonello De Leo (* 1965 in Bari) ist ein italienischer Filmregisseur.

## Leben
De Leo schloss bei der „Discipline delle Arti, della Musica e dello Spettacolo“ (DAMS) in Bologna erfolgreich ab und drehte ab 1995 Kurzfilme. Bereits 1997 wurde sein Film Senza parole für den Oscar in der Kategorie „Bester Kurzfilm“ nominiert und mit dem David di Donatello ausgezeichnet. Die Nominierung für den Oscar ging an De Leo und die Produzentin des Films Bernadette Carranza. 1997 schrieb De Leo die Fernsehserie Il mastino; 2000 debütierte er als Regisseur im Langfilmbereich mit der Filmkomödie La vespa e la regina, die von den Kritikern warm aufgenommen wurde.
Anschließend drehte De Leo die Fernsehserie Via Zanardi, 33.

## Filmografie (Auswahl)
- 1996: Senza parole (Kurzfilm)
- 2000: La vespa e la regina